# Azy
Azy är en kommun i departementet Cher i regionen Centre-Val de Loire i de centrala delarna av Frankrike. Kommunen ligger  i kantonen Les Aix-d'Angillon som tillhör arrondissementet Bourges. År 2022 hade Azy 453 invånare.

## Befolkningsutveckling
Antalet invånare i kommunen Azy
Referens:INSEE